# Harry Shibata
Harry Shibata (1927) é um ex-médico legista brasileiro, diretor do Instituto Médico Legal de São Paulo entre 1976 e 1983.

## Controvérsias
Shibata é considerado conivente com a repressão da ditadura militar no Brasil (1964-1985), por causa dos laudos médicos que elaborou a respeito de vítimas desse regime. Foi também acusado de outras formas de colaboração com as forças de segurança do então regime, como instruir os torturadores sobre como não deixar marcas de suas ações nos corpos dos torturados. Entre outros, atestou que a causa mortis do operário Manuel Fiel Filho fora suicídio e, em 1975, assinou o laudo sobre a morte do jornalista Vladimir Herzog, declarando-o suicida sem ter visto o corpo remetido ao IML pelo Exército, em cujas dependências (especificamente no DOI-CODI) ele morrera. Também atestou como morte em tiroteio a causa mortis da guerrilheira Sônia de Moraes Angel, morta na tortura em São Paulo, onde teve um seio arrancado e foi estuprada com um cassetete.
Considerado culpado de maquiar laudos de necrópsia para encobrir torturas pelo Conselho Regional de Medicina (CRM), teve seu registro profissional cassado em 1980, recuperando-o anos depois na Justiça. Nos anos 70, foi condecorado pelo Exército com a Medalha do Pacificador, por sua colaboração profissional com o regime vigente.
Em 1982, enquanto diretor do Instituto Médico Legal de São Paulo, foi quem assinou o laudo contendo a causa mortis da cantora Elis Regina. Nele, constava que ela tinha morrido em consequência de uma intoxicação provocada por bebida alcoólica e cocaína.
Foi alvo de um escracho popular em sua casa, em 7 de abril de 2012, por manifestantes do Levante Popular da Juventude que denunciaram sua colaboração com a ditadura militar brasileira, em especial o acobertamento de casos de tortura. No mesmo ano, foi processado pelo Ministério Público Federal (MPF) pelo crime de ocultação de cadáver.
O TRF-3 rejeitou, em 2021, a prescrição de denúncia em que Shibata é acusado de acusado de produzir laudos necroscópicos falsos a fim de esconder sinais de tortura contra Manoel Lisboa de Moura e Emmanuel Bezerra dos Santos, militantes políticos assassinados por órgãos da ditadura militar. A prática do médico foi tipificada como falsidade ideológica porque o Brasil não tem, em seu Código Penal, o crime de desaparecimento forçado, reconhecido pelo Direito Internacional como um crime contra a humanidade.
Em 2023, foi denunciado pelo Ministério Público, juntamente com o Antonio Valentini, por ter elaborado laudos necroscópicos falsos sobre as mortes de Sônia de Moraes Angel e Antônio Carlos Bicalho Lana, ocorridas em 1973, durante a ditadura militar brasileira. Os médicos-legistas teriam, segundo a denúncia, negado as evidências de tortura. Relatórios necroscópicos pós-exumação e uma análise de fotos registradas logo após a morte comprovaram as omissões que foram feitas nos laudos produzidos. Ainda segundo o MPF, os delitos foram cometidos em contexto de ataque sistemático e generalizado à população, em razão da ditadura militar brasileira, com pleno conhecimento desse ataque, o que os qualifica como crimes contra a humanidade – e, portanto, imprescritíveis e impassíveis de anistia. Shibata já havia sido alvo de outras oito denúncias do MPF por, segundo o MPF, forjar laudos cadavéricos de militantes políticos.